# Listă de filme românești cu distincții internaționale
Articolul conține o listă a filmelor românești (made in  România) care au obținut distincții la cele mai împortante manifestări cinematografice internaționale precum și la festivalurile acreditate la International Federation of Film Producers 
| Film                                    | Autor/Regizor                | Distincție | An        |
| --------------------------------------- | ---------------------------- | --- | --------- |
| Țara Moților                            | Paul Călinescu               | Câștigător: Premiul filmului documentar la Festivalul de film de la Veneția | 1939      |
| România în lupta contra bolșevismului   | Paul Călinescu               | Câștigător: Premiul filmului documentar la Festivalul de film de la Veneția | 1941      |
| Odessa în flăcări                       | Carmine Gallone              | Câștigător: Trofeul Bienal al Festivalului de film de la Veneția | 1942      |
| Scurtă istorie                          | Ion Popescu-Gopo             | Câștigător: Palme d’Or pentru film de scurt-metraj, Festivalul de la Cannes | 1957      |
| La moara cu noroc                       | Victor Iliu                  | Nominalizat: Palme d’Or, Festivalul de la Cannes | 1957      |
| Telegrame                               | Aurel Miheleș Gheorghe Naghi | Nominalizat: Palme d’Or, Festivalul de la Cannes | 1959      |
| S-a furat o bombă                       | Ion Popescu-Gopo             | Nominalizat: Palme d’Or, Festivalul de la Cannes | 1962      |
| Pădurea spânzuraților                   | Liviu Ciulei                 | Câștigător: Premiul pentru cea mai bună regie, Festivalul de la Cannes | 1965      |
| Răscoala                                | Mircea Mureșan               | Câștigător: Premiul pentru cel mai bun debut, Festivalul de la Cannes | 1966      |
| Dacii                                   | Sergiu Nicolaescu            | Câștigător: premiul III la Festivalul filmului muncitoresc de la Praga (1968) | 1967      |
| Cîntecele Renașterii                    | Mirel Ilieșiu                | Câștigător: Palme d’Or pentru film de scurt-metraj, Festivalul de la Cannes | 1969      |
| Tinerețe fără bătrânețe                 | Elisabeta Bostan             | Câștigător: Moscova - Premiul special al juriului Câștigător: Teheran - Placheta de aur Câștigător: Ciudad de La Plata - Medalia de aur pentru cel mai bun film | 1969      |
| Mihai Viteazul                          | Sergiu Nicolaescu            | Câștigător: Premiul pentru cel mai bun film istoric la Festivalul Internațional C.I.D.A.L.C. al filmului istoric de la Beaume (1974) | 1971      |
| Printre colinele verzi                  | Nicolae Breban               | Nominalizat: Palme d’Or, Festivalul de la Cannes | 1971      |
| Comedie fantastică                      | Ion Popescu-Gopo             | Nominalizat: Ursul de Aur, Festivalul Internațional de Film de la Berlin | 1975      |
| Bătrînețea                              | Cornel Diaconu               | Câștigător: Marele Premiu, Festivalul de Filme Documentare și de Scurt-Metraj de la Bilbao | 1983      |
| Pas în doi                              | Dan Pița                     | Câștigător: Silberner Bär, Festivalul de la Berlin | 1985      |
| La capătul liniei                       | Dinu Tănase                  | Nominalizat: Pardo d'Oro, Festivalul de la Locarno | 1990      |
| Hotel de lux                            | Dan Pița                     | Câștigător: Leone d’Argento, Festivalul de la Veneția | 1992      |
| Patul conjugal                          | Mircea Daneliuc              | Nominalizat: Goldener Bär, Festivalul de la Berlin | 1993      |
| O vară de neuitat                       | Lucian Pintilie              | Nominalizat: Palme d’Or, Festivalul de la Cannes | 1994      |
| Senatorul melcilor                      | Mircea Daneliuc              | Nominalizat: Palme d’Or, Festivalul de la Cannes | 1995      |
| Prea târziu                             | Lucian Pintilie              | Nominalizat: Palme d’Or, Festivalul de la Cannes | 1996      |
| Terminus Paradis                        | Lucian Pintilie              | Câștigător: Premiul Special al Juriului, Festivalul de la Veneția | 1998      |
| Dolce far niente                        | Nae Caranfil                 | Nominalizat: Crystal Globe, Festivalul de la Karlovy Vary | 1998      |
| După-amiaza unui torționar              | Lucian Pintilie              | Nominalizat: Leone d'Oro, Festivalul de la Veneția | 2001      |
| Marfa și banii                          | Cristi Puiu                  | Câștigător: Premiul FIPRESCI, Festivalul de la Thessaloniki | 2001      |
| Occident                                | Cristian Mungiu              | Câștigător: Premiul Publicului, Festivalul de la Thessaloniki; Marele Premiu al Festivalului Internațional al Primului Film, în 2003 | 2002      |
| Binecuvântată fii, închisoare           | Nicolae Mărgineanu           | Câștigător: premiul pentru cea mai bună contribuție artistică, Festivalul de la Montréal | 2003      |
| Trafic                                  | Cătălin Mitulescu            | Câștigător: Palme d’Or pentru film de scurt-metraj, Festivalul de la Cannes | 2004      |
| Un cartuș de Kent și un pachet de cafea | Cristi Puiu                  | Câștigător: Goldener Bär pentru film de scurt-metraj, Festivalul de la Berlin Câștigător: Premiul UIP pentru fim de scurt-metraj, Festivalul de la Berlin | 2004      |
| Poveste la scara 'C'                    | Cristian Nemescu             | Nominalizat: Cel mai bun scurt-metraj, European Film Awards | 2004      |
| Moartea domnului Lăzărescu              | Cristi Puiu                  | Câștigător: “Un Certain Regard”, Festivalul de la Cannes Câștigător: Silver Hugo, Festivalul de la Chicago Câștigător: Le Bayard d’Or pentru cel mai bun film francofon, Festivalul de la Namur Câștigător: Mențiune Specială pentru cel mai bun film, Festivalul de la Namur Nominalizat: Cea mai bună regie, European Film Awards Nominalizat: Cel mai bun scenariu, European Film Awards  | 2005      |
| A fost sau n-a fost?                    | Corneliu Porumboiu           | Câștigător: “Caméra d’or”, Festivalul de la Cannes Nominalizat: Cel mai bun scenariu, European Film Awards | 2006      |
| California Dreamin'                     | Cristian Nemescu             | Câștigător: “Un Certain Regard”, Festivalul de la Cannes | 2007      |
| 4 luni, 3 săptămâni și 2 zile           | Cristian Mungiu              | Câștigător: “Palme d’or”, Festivalul de la Cannes Câștigător: Premiul FIPRESCI, Festivalul de la Cannes Câștigător: Premiul pentru cel mai bun film, European Film Awards Câștigător: Premiul pentru cea mai bună regie, European Film Awards Câștigător: Premiul FIPRESCI, Festivalul de la San Sebastián Nominalizat: Cel mai bun scenariu, European Film Awards Nominalizat: Golden Globe | 2007      |
| O zi bună de plajă                      | Bogdan Mustață               | Câștigător: Goldener Bär pentru film de scurt-metraj, Festivalul de la Berlin | 2008      |
| Elevator                                | George Dorobanțu             | Câștigător: Premiul pentru montaj, Uniunea Cineaștilor din România Câștigător: Tînără speranță, GOPO 2009 Câștigător: Audience Choice Award, Auburn Film Festival for Children and Youth Câștigător: Fresh Generation Award, Fresh Film Fest Karlovy Vary Câștigător: Premiul pentru debut în filmul românesc, Transilvania International Film Festival                                      | 2008 2009 |
| Polițist, adjectiv                      | Corneliu Porumboiu           | Câștigător: Premiul FIPRESCI, Festivalul de la Cannes Câștigător: Premiul Juriului, secțiunea: Un Certain Regard, Festivalul de la Cannes Câștigător: Marele Premiu la Festivalul Internațional de Film Transilvania (TIFF) de la Cluj-Napoca | 2009      |
| Medalia de onoare                       | Călin Peter Netzer           | Câștigător: cinci premii la Festivalul Internațional de Film de la Salonic Câștigător: Premiul publicului și Premiul special pentru scenariu la Festivalul de Film de la Torino | 2009      |
| Cealaltă Irina                          | Andrei Gruzsniczki           | Câștigător: Premiul pentru cea mai bună regie - Atlas d'Argent - la Festivalul Internațional de Film de la Arras, Franța Câștigător: Marele Premiu și Premiul FIPRESCI la Festivalul de Film de la CinePécs Moveast | 2010      |
| Eu când vreau să fluier, fluier         | Florin Șerban                | Câștigător: Marele Premiu al Juriului (Ursul de Argint), Festivalul de la Berlin Câștigător: Premiul Alfred Bauer, Festivalul de la Berlin | 2010      |
| Portretul luptătorului la tinerețe      | Constantin Popescu           | Câștigător: Premiul pentru Regie, la Festivalul Internațional de Film de la Bratislava Câștigător: Premiul Publicului și Premiul pentru Imagine (Liviu Marghidan), la Festivalul Internațional al Filmului B-EST, București | 2010      |
| Morgen                                  | Marian Crișan                | Câștigător: Premiul special al Juriului, Premiul Juriului Ecumenic, Premiul Don Quijote, Festivalul Internațional al Filmului de la Locarno | 2010      |
| Din dragoste cu cele mai bune intenții  | Adrian Sitaru                | Câștigător: Premiul pentru interpretare masculina (Bogdan Dumitrache), Festivalul Internațional al Filmului de la Locarno Câștigător: Premiul pentru Regie, Festivalul Internațional al Filmului de la Locarno | 2011      |
| Superman, Spiderman sau Batman          | Tudor Giurgiu                | Câștigător: Premiul pentru cel mai bun scurtmetraj, European Film Awards Câștigător: Marele Premiu, Manhattan Short Film Festival | 2011      |
| După dealuri                            | Cristian Mungiu              | Câștigător: Cea mai bună interpretare feminină (Cosmina Stratan, Cristina Flutur), Festivalul de la Cannes Câștigător: Cel mai bun scenariu (Cristian Mungiu), Festivalul de la Cannes Câștigător: Premiul pentru cel mai bun film, Mar del Plata Film Festival | 2012      |
| Poziția copilului                       | Călin Peter Netzer           | Câștigător: Premiul FIPRESCI, Festivalul de la Berlin (Berlinale) Câștigător: Ursul de Aur pentru cel mai bun film, Festivalul de la Berlin (Berlinale) | 2013      |
| Aferim!                                 | Radu Jude                    | Câștigător: Ursul de Argint pentru cel mai bun film, Festivalul de la Berlin (Berlinale) | 2015      |
| Nu mă atinge-mă                         | Adina Pintilie               | Câștigător: Ursul de Aur pentru cel mai bun film, Festivalul de la Berlin (Berlinale) | 2018      |
| Colectiv                                | Alexander Nanau              | Câștigător: Cel mai bun film documentar, European Film Awards | 2020      |
| Babardeală cu bucluc sau porno balamuc  | Radu Jude                    | Câștigător: Ursul de Aur pentru cel mai bun film, Festivalul de la Berlin (Berlinale) | 2021      |